# Dictionnaire de Grimm
Pour les articles homonymes, voir DWB.
Le Deutsches Wörterbuch (DWB) (« dictionnaire allemand ») est le plus important dictionnaire d'allemand depuis le XVIe siècle. 
Il comprend à l'origine trente-deux volumes dont la publication s'est étalée entre 1854 et 1961. Un volume supplémentaire reprenant des sources a été ajouté en 1971. Commencé par les frères Grimm, il est pour cette raison appelé le dictionnaire de Grimm. Contrairement au dictionnaire orthographique du grammairien Konrad Duden, il ne s'agit pas d'un dictionnaire à portée normative, mais d'un dictionnaire historique qui retrace l'histoire de chaque mot à l'aide de nombreuses citations. 

## Origine et but
L'édition du DWB qu'ont entreprise les philologues Jacob et Wilhelm Grimm est l'une des entreprises linguistiques les plus ambitieuses. L'objectif qu'ils se sont fixé est d'analyser et d'expliquer de manière exhaustive l'origine et l'emploi de chaque mot allemand. Le but du DWB est d'éveiller et d'assurer chez chaque citoyen le sentiment d’appartenance à une communauté nationale à travers la langue, et l'on constate dans cette ambition que l'Allemagne de l'époque n'était pas encore un territoire politiquement unifié mais seulement un conglomérat de plusieurs petits États. 
Chaque utilisateur du dictionnaire pouvait ainsi connaître l'emploi ancien et l'emploi moderne de chaque mot, indépendamment du fait que ce dernier relève du langage littéraire ou du langage familier. « Le dictionnaire n'est pas un livre de sagesses mais une entreprise scientifique adaptée à toutes les utilisations. Même dans la Bible, les mots proscrits par la bonne société ne manquent pas. Celui qui se scandalise des statues nues ou des moulages anatomiques en cire qui ne dissimulent rien passe outre ces mots déplaisants et regarde la très grande majorité des autres. »
Ainsi, le DWB devient le premier dictionnaire de l'histoire comportant également des injures et des mots grossiers. Les frères Grimm sous-estiment pourtant la tâche colossale qu'ils ont devant eux. L’œuvre à l'origine devait compter de six à sept volumes et être achevée en dix ans de travail. Ils commencent à y travailler en 1838. Plus de 80 collaborateurs s'occupent des plus de 600 000 entrées. Le premier volume paraît en 1854 et les frères Grimm ne peuvent s'occuper de leur vivant que d'une infime partie du travail. Wilhelm Grimm, qui rédige les entrées pour la lettre D, meurt en 1859 et Jacob, qui parvient à terminer les lettres A, B, C et E, meurt le 20 septembre 1863 alors qu'il se consacre à l'article "Frucht". 
Fin 2005 apparaissent des exemplaires du DWB annotés en marge par les frères Grimm, en tout neuf volumes (dont sept annotés par Jacob Grimm), dans la collection Berlinka qui se trouve aujourd'hui à la bibliothèque Jagellonne. Les annotations présentes dans ces volumes (en ce qui concerne le premier cahier comportant 2 805 entrées de "A" à "Allverein") représentent 330 renvois et mots-clés dont environ 130 considérés comme importants sont incorporés à la révision du dictionnaire.
Les générations suivantes de linguistes ont repris le travail. Au début du XXe siècle, l'Académie royale des sciences de Prusse reprend le développement du dictionnaire et l'on fonde à Göttingen l'office central pour la systématisation des entrées. En 1930, on crée un bureau de travail fixe à l'Académie de Berlin. Le 10 janvier 1961, Bernhard Beckmann, professeur de germanistique de Berlin-Est, délivre le bon-à-tirer du dernier ouvrage, comme en témoigne son télégramme à son collègue de l'Ouest à Göttingen Theodor Kochs,. C'est avec la 380e livraison que paraît après 123 ans de travail le 32e et dernier volume du dictionnaire qui représente alors un ensemble de 67 744 pages, environ 320 000 entrées et un poids total de 84 kilos. L'édition d'origine ne compte pas plus de cent exemplaires. Le 33e volume paru en 1971 est un livre de sources.

## Réimpressions et rééditions

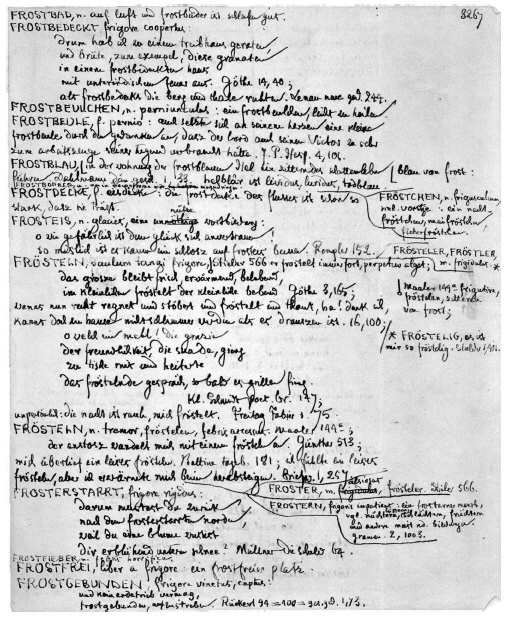
Manuscrit de Jacob Grimm

Le dictionnaire est réimprimé au S. Hirzel Verlag (de), la maison d'édition liée aux frères Grimm. C'est aussi là qu'est publiée la première édition complète entre le 1er mai 1852 et 1971. Elle comprend 33 volumes représentant 34 824 pages. En 1984, le DWB paraît pour la première fois en édition de poche, épuisée depuis. En 1999, les éditions dtv (de) publient une édition de poche en 33 volumes (poids total : 30 kilos). 
En 1957, il est décidé de faire une révision du dictionnaire pour remettre à jour la partie la plus ancienne, celle des lettres A à F. Une coopération entre la RFA et la RDA est mise en place. La RDA doit prendre en charge les lettres A à C et la RFA celles de D à F. Les premiers résultats sont publiés en 1965 mais cette révision n'est toujours pas achevée. À Göttingen, les travaux sur les lettres D à F sont terminés en 2006, mais la partie dévolue à l'Allemagne de l'Est est plus dense et les travaux sont ralentis par la politique, le DWB étant considéré comme le projet d'une lexicographie bourgeoise. C'est ainsi qu'au cours des années 1960, le pouvoir délègue la plupart des collaborateurs à d'autres projets. Le reste de la part de travail de l'Allemagne de l'Est est redistribué en 2006 entre les deux pôles de Göttingen et de Berlin. On envisage encore onze livraisons, les précédentes étant parues au S. Hirzel Verlag et la fin des travaux pour la partie A à F est prévue pour 2012. 
En juillet 2009, l'Académie de Berlin annonce ne pas vouloir procéder au travail de mise à jour pour les lettres de G à Z. Les travaux doivent cesser en 2012. Jusque-là, Göttingen et Berlin travaillent encore sur des projets de mise à niveau des lettres B et C par rapport à l'état actuel de la linguistique. Les volumes pour les lettres A, D, E et F sont déjà prêts. La raison de cet arrêt des travaux serait un manque de financement, selon le directeur de l’Académie, Wolf-Hagen Krauth.
Le Kompetenzzentrum für elektronische Erschließungs- und Publikationsverfahren in den Geisteswissenschaften de l'université de Trèves a numérisé, sous la direction du germaniste Kurt Gärtner et avec le soutien de la DFG, l'ensemble des 300 millions de signes du dictionnaire selon la méthode de la double saisie : en Chine, l'ensemble du texte a été saisi manuellement deux fois pour réduire les fautes grâce à la redondance ; une numérisation n'a pas été possible en raison de la petite taille des caractères (7 points, 6 en ce qui concerne les citations). En juillet 2004, une version CD-ROM de cette numérisation est mise en vente par les éditions Zweitausendeins (de) pour les systèmes d'exploitation Microsoft Windows, Linux et Mac OS X. Les fautes d'orthographe présentes dans l'original y ont été corrigées. L'université de Trèves a mis en ligne une version du dictionnaire.